# Ushas
Ushas est la déesse de l'aurore dans le panthéon védique.

## Mythes
Dans l'Inde védique, l'Aurore est désignée comme « Fille du Soleil », désignation qui renvoie aux temps où leur commun père le Ciel diurne *Dyéws était aussi le Soleil
Dans la religion védique, il n'est jamais certain que le soleil se lèvera le matin. Des prières et sacrifices sont donc effectués chaque matin avant l'aube, qui symbolise la victoire des forces du bien sur celles du mal. 
L'aube est symbolisée par la figure anthropomorphique d'une jeune fille superbe, la poitrine dévoilée et portant des habits très légers, se hâtant vers le dieu-soleil Sūrya, son amant : le début de la journée marque leur union.
Le Rig-Véda consacre une série de 20 hymnes à Ushas : il s'agit de la seule déesse féminine à avoir autant d'hymnes à son nom. 
Les chants védiques du matin (la prière primordiale que tout brâhmane doit connaître étant le Gayatri Mantra)  permettent à la Déesse Aurore/Ushas de quitter son sommeil : « La voici, la Déesse Aurore,/ Elle s'avance sur son char,/ resplendissante et rouge,/ apportant la lumière :/ nos chants l'ont éveillée. ».
Néanmoins, il arrive que la déesse n'ait plus la vigueur ou plutôt la volonté nécessaire pour mener sa mission. Face à cette Aurore paresseuse, qui tarde trop à livrer le soleil journalier et ses biens, se manifeste Indra qui s’en prend au véhicule qui transporte la déesse, qui alors porte un autre nom, le brillant et rapide char (ratha) qu’elle pilote habituellement dans les hymnes est devenu un fourgon lourd et lent (anas, de même racine que le latin onus, charge, fardeau) 

« Et tu accomplies cet exploit, ô Indra, cette œuvre mâle, de frapper la femme maléfique, la fille du Ciel. La fille du Ciel, Usas pleine d’orgueil, toi, réellement grand, tu l’as brisée. Usas effrayée s’est élancée hors de son chariot brisé quand le mâle l’a frappée. Son chariot est resté complètement brisé sur la (rivière) Vipas, elle s’est élancée du haut du ciel… » »

— Rig Veda, 4, 30, 8-11
Georges Dumézil avance pour explication que ce retard coupable de l’Aurore, durement réprimé par Indra, a une signification saisonnière et qu’il correspond à la période proche du solstice d'été où les jours vont commencer à se raccourcir, c'est-à-dire une période où l’Aurore va « tarder » de plus en plus.

## Nature et fonction
Deux passages de ses hymnes attestent sa fonction d'inspiratrice. Elle est également considérée comme la mère de l'inspiration poétique.
Elle est liée à la fois à l'éveil et aux dons. Grande dame « couleur d'or », elle est dite de « bonne naissance », « riche », « généreuse » et « véridique ». Elle assume également des caractères guerriers comme plusieurs autres Aurores indo-européennes (Athéna ou l'Aphrodite de Sparte).